# Stanisław Lisowski (podporucznik)
Stanisław Lisowski (ur. 13 lipca 1898 w Stanisławowie, zm. 30 czerwca 1920 pod Zasławiem) – żołnierz armii austriackiej i podporucznik Wojska Polskiego, uczestnik I wojny światowej i wojny polsko-bolszewickiej, kawaler Orderu Virtuti Militari.

## Życiorys
Urodził się 13 lipca 1898 w Stanisławowie, ówczesnym mieście powiatowym Królestwa Galicji i Lodomerii, w rodzinie Leopolda i Zofii z Majewskich. Uczył się w c. k. Gimnazjum I. z polskim językiem wykładowym w rodzinnym mieście. W 1914 otrzymał promocję do klasy szóstej.
W kwietniu 1916 został wcielony do armii austriackiej. 2 października 1916 zdał maturę wojenną w c. k. Gimnazjum w Wadowicach. Od grudnia 1918 działał w POW za co został uwięziony przez władze ukraińskie. Zwolniony w maju 1919, następnie wstąpił w szeregi odrodzonego Wojska Polskiego i w składzie III batalionu 19 pułku piechoty brał udział w walkach na froncie wojny polsko-bolszewickiej. W 1920 został mianowany podporucznikiem.
„Za wyróżniającą, pełną poświęcenia postawę w walkach pod Wójtowcami /13 III 1920/ odznaczony Orderem Virtuti Militari”.
Zmarł w nieznanych okolicznościach podczas walki i odwrotu spod Kijowa pod Zasławiem.
Był kawalerem.

## Odznaczenia
- Krzyż Srebrny Orderu Wojskowego Virtuti Militari nr 2130 – 19 lutego 1921[7][2][8]